# Azem Hajdari
Azem Hajdari (Bajram Curri, 11 marzo 1963 – Tirana, 12 settembre 1998) è stato un politico albanese che è stato il leader del movimento studentesco nel 1990-1991 che ha portato alla caduta del comunismo in Albania.
Azem Hajdari è poi diventato un politico del Partito Democratico d'Albania; membro dell'Assemblea di Albania e presidente della Commissione parlamentare di controllo sui servizi segreti. È stato assassinato a Tirana il 12 settembre 1998. Il 2 ottobre 1998 Hajdari è stato insignito postumo della cittadinanza onoraria di Tirana e nel 2007 è stato decorato con l'Ordine di Skanderbeg dal presidente Bamir Topi. Un monumento in onore di Hajdari e della sua guardia del corpo Besim Çera è stato collocato dove sono stati entrambi uccisi.

## Biografia

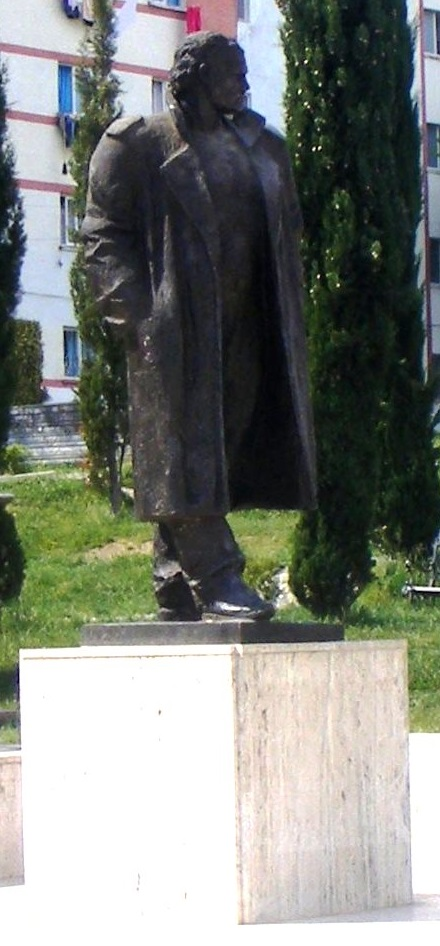
Monumento dedicato ad Azem Hajdari a Tirana

Nel 1993 Hajdari si è laureato in Filosofia, e nel 1995 di nuovo in Giurisprudenza, all'Università di Tirana. Nel 1993 fino al 1994 ha studiato inglese e filosofia negli Stati Uniti d'America. Nel 1996 ha studiato politica della difesa e della sicurezza a Garmisch-Partenkirchen in Germania. È stato uno dei leader del movimento degli studenti che ha rovesciato il comunismo in Albania, portando al crollo del Partito del Lavoro d'Albania, nel dicembre 1990. È stato, brevemente, il primo leader del Partito Democratico d'Albania. È rimasto in quella posizione fino a quando, all'inizio del 1991, è stato sostituito da Sali Berisha, che poi è diventato il presidente della repubblica d'Albania. Hajdari è stato uno stretto collaboratore di Berisha, e provenivano dallo stesso distretto di Tropojë.

### Tentativi di assassinio

#### Spari in Parlamento
Il 18 settembre 1997 Hajdari si è scontrato con Gafur Mazreku, parlamentare di maggioranza del Partito Socialista d'Albania del primo ministro Fatos Nano, in una discussione su una proposta di aumento dell'IVA dal 12% al 22%. A causa di ciò, Mazreku ha sparato quattro volte a Hajdari con una pistola ed è scappato dalla sala. Hajdari è stato portato in un ospedale militare in gravi condizioni. Hajdari doveva partire nella notte per Bari con un aereo messo a disposizione dalla Farnesina ma ha rifiutato il trasferimento. Mazreku si è costituito nel Commissario numero uno di Tirana. La sera stessa una carica di dinamite è stata fatta esplodere contro la sede del Partito Socialista a Scutari.
Il 17 dicembre il tribunale di Tirana ha condannato Mazreku a undici anni di carcere per tentato omicidio. Il pubblico ministero aveva chiesto una condanna a 16 anni. Mazreku ha sostenuto di aver sparato i colpi in un atto di vendetta dopo che Hajdari lo aveva aggredito verbalmente e preso a pugni, tuttavia, Hajdari ha sostenuto che l'aggressione era motivata politicamente. È stato rilasciato dopo cinque anni in virtù di un'amnistia concessa dal primo ministro Fatos Nano. Nel 2005 è deceduto dopo un infarto.

#### Assalto a Tropojë
Il 4 giugno 1998, alle 22:30 circa, Hajdari e altri membri del Partito Democratico (tra cui Jozefina Topalli e Vili Minarolli) sono stati assaliti da uomini armati. Bardhyl Pollo, ex direttore generale di Radio Televizioni Shqiptar, è stato gravemente ferito.

### Assassinio
Il 12 settembre 1998 Hajdari è stato colpito e ucciso mentre usciva dall'ufficio del Partito democratico a Tirana con le sue due guardie del corpo, Besim Çera, che è stato ucciso, e Zenel Neza, gravemente ferito ma sopravvissuto. I due uomini sono stati uccisi da Fatmir Haklaj, Jaho Salihi Mulosmani (capo della polizia della zona settentrionale di Tropojë) e Naim Cangu, che è rimasto ferito ed è morto poco dopo.
L'omicidio ha scatenato due giorni di violente proteste. Durante il corteo funebre di Hajdari, il 14 settembre 1998, i sostenitori armati del Partito Democratico hanno saccheggiato gli uffici governativi e, per un breve periodo, hanno occupato l'ufficio del Primo ministro, il palazzo del Parlamento, i vari Ministeri e l'edificio della televisione e della radio di Stato albanesi. Le stime dei feriti durante le proteste e le rivolte oscillavano tra i 3 e i 7 morti e i 14 e i 76 feriti. Dopo 72 ore il governo ha ripristinato l'ordine e ha recuperato i carri armati e i mezzi corazzati sequestrati dai sostenitori del Partito Democratico. Il Parlamento ha successivamente revocato l'immunità di Berisha a causa del suo presunto ruolo in quello che il governo ha descritto come un colpo di Stato, ma non sono state mosse accuse. Berisha ha accusato il Partito Socialista d'Albania e il suo leader Fatos Nano per l'omicidio. Decine di persone sono state arrestate per il loro presunto coinvolgimento nella violenza.
Mulosmani è stato subito ricercato per l'omicidio. Dopo due anni e mezzo di latitanza è stato catturato a Bajram Curri. Ad inizio 2002 Jaho Mulosmani è stato condannato all'ergastolo mentre Fatmir Haklaj è morto prima della fine del processo.
Oggi Azem Hajdari è sepolto al Varrezat e Dëshmorëve të Kombit (Cimitero Nazionale dei Martiri dell'Albania).

## Carriera politica
Nelle quattro libere elezioni dopo il caduta del comunismo, Hajdari è stato eletto deputato al Parlamento:
- il 31 marzo 1991, deputato di Scutari
- il 22 marzo 1992, deputato di Shijak
- il 26 maggio 1996, deputato di Bulqizë
- il 29 giugno 1997, deputato di Tropojë

Hajdari è stato presidente della Commissione parlamentare per l'ordine pubblico e il servizio di intelligence nazionale dal 1992 al 1996. Nel novembre 1996 è diventato presidente dei sindacati indipendenti albanesi. Nel giugno 1997 è diventato Presidente della Commissione parlamentare per la difesa.
Dal 1995 al 1998, Hajdari è stato il presidente del Klubi Sportiv Vllaznia, il primo club sportivo in Albania. È stato anche presidente della Federazione albanese di arti marziali.
Dal dicembre 1990 al febbraio 1991 è stato presidente della prima commissione del Partito Democratico d'Albania (il primo partito di opposizione dopo 50 anni di regime totalitario). Dal febbraio 1991 al settembre 1993 è stato vicepresidente del Partito democratico e membro del suo comitato direttivo.

## Vita privata
Hajdari è nato in una famiglia povera. Hajdari ha sposato Fatmira Hajdari, giudice della Corte d’Appello di Tirana dal 2013 al 2020, con la quale ha avuto tre figli: Kirardi, Rudina (parlamentare in carica nell'Assemblea di Albania) e Azem Junior, nato quattro mesi dopo l'assassinio di Hajdari.

## Onorificenze
- Cittadinanza onoraria di Tirana nel 1998 e di altri comuni albanesi[5][6]
- Medaglia d'oro della Lega di Prizren nel 2003[6]
- Ordine Onore del Paese nel 2002[6]
- Ordine di Skanderbeg nel 2007[6]